# Schizopilia fissicollis
Schizopilia fissicollis är en kackerlacksart som först beskrevs av Jean Guillaume Audinet Serville 1839.  Schizopilia fissicollis ingår i släktet Schizopilia och familjen jättekackerlackor. Inga underarter finns listade i Catalogue of Life.